# Aleksander Freyd

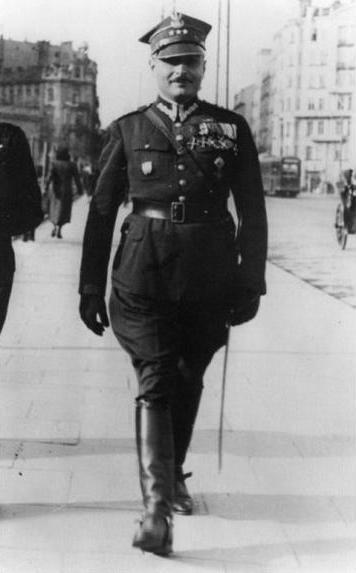
Aleksander Freyd w mundurze

Aleksander Freyd vel Frejd ps. „Bezmian” (ur. 6 sierpnia 1897 w Warszawie, zm. wiosną 1940 w Katyniu) – kapitan lekarz Wojska Polskiego, doktor wszech nauk lekarskich, internista, specjalista medycyny tropikalnej, działacz społeczny, podróżnik.

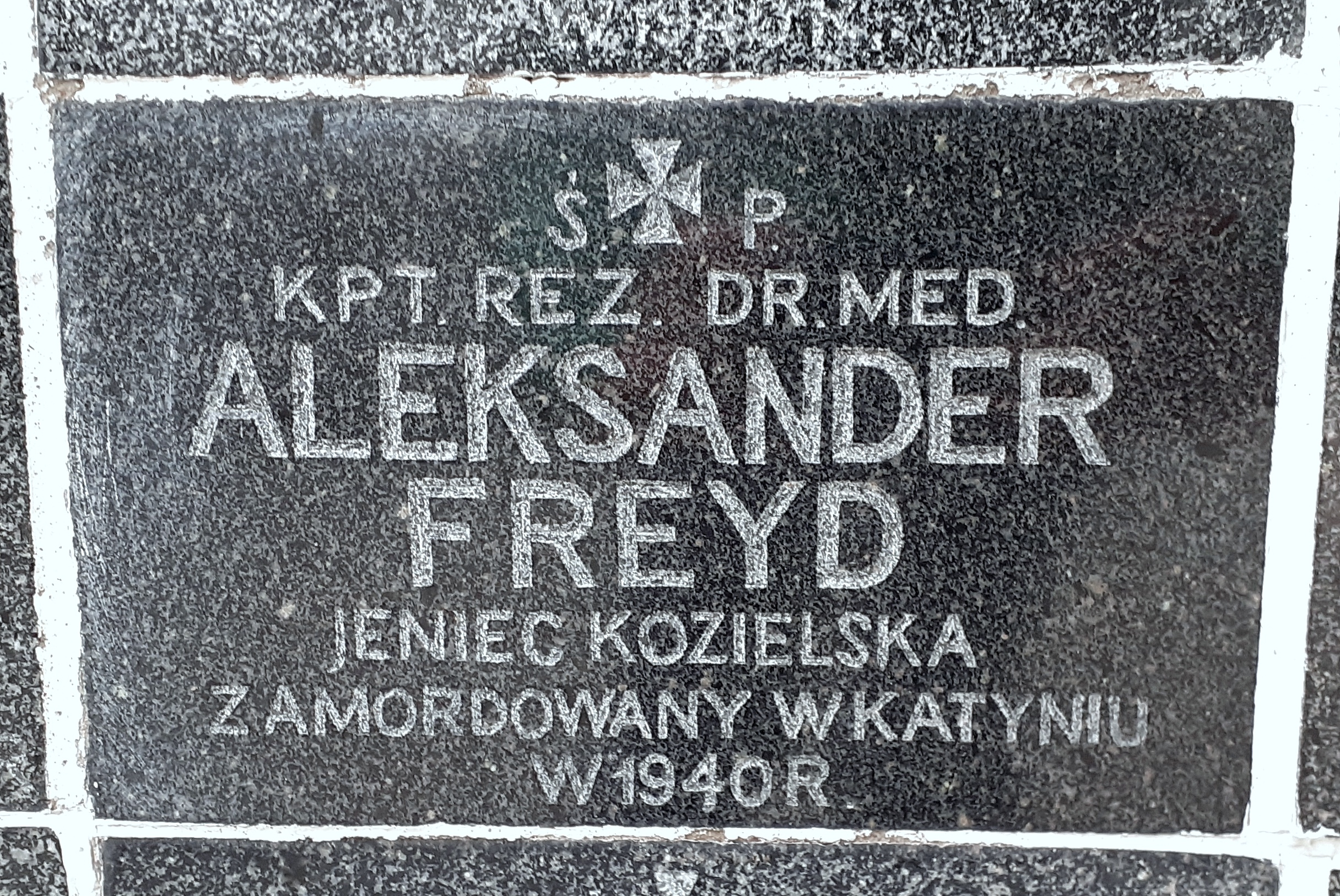
Tabliczka upamiętniająca na ścianie kościoła św. Karola Boromeusza w Warszawie

## Życiorys
Urodził się 6 sierpnia 1897 w Warszawie, w rodzinie Mariana i Reginy z domu Güde-Makowska. Absolwent Gimnazjum im. Mikołaja Reja w Warszawie.
W latach 1915–1918 był członkiem Polskiej Organizacji Wojskowej. Ukończył studia medyczne na Wydziale Lekarskim Uniwersytetu Warszawskiego. W 1923 otrzymał dyplom doktora nauk lekarskich. Uzyskał specjalizację z interny. Również został absolwentem Wydziału Filozoficznego. Od 1917 do 1918 był zatrudniony jako asystent w Zakładzie Anatomii Opisowej. Następnie ukończył studia w Instytucie Medycyny Kolonialnej w Paryżu. W tym mieście zajął pierwsze miejsce podczas międzynarodowego konkursu lekarzy, po czym otrzymał funkcję Assistant Etranger à la Faculté de Médecine na Sorbonie. Został specjalistą medycyny tropikalnej. Został delegatem Rządu Polskiego do Peru i Brazylii w Ameryce Południowej.
Po odzyskaniu przez Polskę niepodległości wstąpił do Wojska Polskiego. W 1920 brał udział w wojnie polsko-bolszewickiej. 8 stycznia 1924 został zatwierdzony w stopniu porucznika ze starszeństwem z 1 czerwca 1919 i 3463. lokatą w korpusie oficerów rezerwy piechoty. W 1922 posiadał przydział w rezerwie do Kompanii Zapasowej Sanitarnej Nr 4 w Łodzi, a od 1923 do 7 Pułku Piechoty Legionów w Chełmie. Później został przeniesiony do korpusu oficerów rezerwy sanitarnych, grupa lekarzy. W 1934 posiadał przydział w rezerwie do Kadry Zapasowej 1 Szpitala Okręgowego w Warszawie. Na stopień kapitana został mianowany ze starszeństwem z 1 stycznia 1936 i 2. lokatą w korpusie oficerów rezerwy sanitarnych, grupa lekarzy.
Był członkiem polskiej ekspedycji badawczej Urzędu Emigracyjnego i Banku Gospodarstwa Krajowego do Peru (w toku planowanej emigracji rolniczej) mającej na celu sprawdzenie czy obszary w tym kraju nadają się na zasiedlenie. Badał na miejscu indiańskie plemię Kampów. Odbywał podróżne do Brazylii oraz do Sahary uczestnicząc w Międzynarodowym Kongresie Medycznym w Algierze. Pełnił funkcję przewodniczącego Sekcji Biologii Ligi Morskiej i Kolonialnej, wiceprzewodniczącego Związku Pionierów Kolonialnych. Od 1931 był członkiem korespondentem Akademii Geograficznej w Limie.
Prowadził prywatną praktykę lekarską w Warszawie w latach 30. Od 1937 do 1939 wykładał tematy z zakresu chorób tropikalnych w Wolnej Wszechnicy Polskiej
Po wybuchu II wojny światowej ewakuował się na wschód. Po agresji ZSRR na Polskę z 17 września 1939 został aresztowany przez Sowietów 18 września w okolicach Brzeżan. Był przetrzymywany w obozie w Kozielsku. W odnalezionym dzienniku inny jeniec tego obozu Stefan Pieńkowski podał, że Aleksander Freyd wygłaszał dla osadzonych referat o Amazonce. Wiosną 1940 został przetransportowany do Katynia i rozstrzelany przez funkcjonariuszy Obwodowego Zarządu NKWD w Smoleńsku oraz pracowników NKWD przybyłych z Moskwy na mocy decyzji Biura Politycznego KC WKP(b) z 5 marca 1940. Został pochowany na terenie obecnego Polskiego Cmentarza Wojennego w Katyniu.
29 października 1932 ożenił się z Ireną Klewin (zm. 10 sierpnia 1934).
5 października 2007 roku Minister Obrony Narodowej Aleksander Szczygło mianował go pośmiertnie do stopnia majora. Awans został ogłoszony 9 listopada 2007 roku, w Warszawie, w trakcie uroczystości „Katyń Pamiętamy – Uczcijmy Pamięć Bohaterów”.

## Ordery i odznaczenia
- Krzyż Niepodległości – 15 kwietnia 1932 „za pracę w dziele odzyskania niepodległości”[22][4]
- Krzyż Walecznych dwukrotnie[13] (po raz pierwszy w 1922 za działalność w POW[23][24])
- Złoty Krzyż Zasługi – 10 listopada 1933 „za zasługi na polu pracy społecznej w Lidze Morskiej i Kolonjalnej”[25]
- Srebrny Krzyż Zasługi – 9 listopada 1932 „za zasługi na polu pracy społecznej”[26]
- Medal Pamiątkowy za Wojnę 1918–1921[7]
- Odznaka Szkoły Podchorążych Piechoty[27]
- Krzyż Zasługi Obrońców (Łotwa)[7]

## Publikacje
- Dwa dni wśród trędowatych nad Amazonką (1928)
- Patologia Amazonii Peruwiańskiej (1930)
- Międzynarodowy Kongres Malarii w Algierze (1930)[28]
- Choroby klimatyczne: Parazytologia; Epidemiologia: rozdziały wybrane (1938, współautor: Julian Szymański)